# Давид, Крис
Кристофер Гуркан Давид (нидерл. Christofer Gürkan David; 6 марта 1993, Амстердам, Нидерланды) — нидерландский футболист, полузащитник турецкого клуба «Ени Мерсин Идманюрду».

## Клубная карьера
Давид — воспитанник клуба «Твенте», находящийся в системе клуба с трёх лет. В 2010 году сменил фамилию с Гуркан на Давид.
Зимой 2013 года полузащитник получил предложения по продолжению карьеры от «Аякса» и «Фулхэма». Главный тренер лондоцев Мартин Йол был лично заинтересован в игроке. Благодаря его настойчивости, в январе 2014 года футболист заключил с клубом контракт. Первый матч в составе команды сыграл 4 января, в рамках третьего раунда Кубка Англии против «Норвич Сити». Первую игру в Премьер-лиге за клуб сыграл 11 мая 2014 года: во встрече против «Кристал Пэлас» забил на последней добавленной к матчу минуте гол, благодаря которому команда ушла от поражения — 2:2. Сезон 2014/15 Крис начал с пяти матчей подряд в стартовом составе, но в клубе перешли перестановки: в связи с вылетом команды в Чемпионшип, новым главным тренером стал Кит Симонс.
Из-за недостатка игровой практики 31 января 2015 года Давид на правах годичной аренды перешёл в «Твенте». Также Крис не хотел оставаться во втором по значимости дивизионе Англии, рассчитывая, что по окончании его арендного соглашения клуб вернётся в Премьер-лигу. 6 февраля 2015 года, в матче с «Алмере Сити», дебютировал за «Йонг Твенте». Первую игру за основную команду сыграл 22 февраля, заменив на 60 минуте матча с «Витессом» Билала Аулд-Хика. Встреча завершилась поражением со счётом 1:2. Спустя неделю, в матче с НАК Бреда забил второй за «Твенте» гол. Обе команды отличились по разу. После этого, в течение сезона продолжал выступать за «Йонг Твенте». 3 апреля 2015 года, во встрече против «Волендама», вышел на игру в капитанской повязке и поразил ворота соперника. Матч завершился ничьей со счётом 2:2. Второй гол за команду забил во встрече против «Ахиллес ’29», состоявшейся 8 мая 2015 года. В конце сезона из-за финансовых проблем клуб решил не выкупать контракт футболиста.
После окончания аренды Крис вернулся в «Фулхэм», но его контракт с лондонским клубом тоже подходил к концу. 14 августа 2015 года Давид в качестве свободного агента подписал контракт с «Гоу Эхед Иглз». Дебютировал за клуб 24 августа в матче с «Ден Босх», завершившемся победой со счётом 4:2.
В июле 2017 года «Утрехт» заключил с Крисом контракт на один сезон с опцией возможного продления.
23 февраля 2019 года заключил контракт с клубом «Кейптаун Сити» до июня 2021 года.

## Карьера в сборной
Выступал за сборные Нидерландов различных возрастов. 1 сентября 2011 года, в игре против английских сверстников, дебютировал за юношескую сборную Нидерландов.